# Atilio García
Atilio Ceferino García (né le 26 août 1914 à Junín et mort le 12 décembre 1973) à Montevideo est un footballeur international uruguayen. Il remporte à huit reprises le championnat d'Uruguay sous les couleurs du Nacional et termine neuf fois meilleur buteur du championnat. Il est le deuxième plus grand buteur de l'histoire du football uruguayen derrière Fernando Morena.

## Carrière

### Formé au Club Atlético Moreno
García est formé au Club Atlético Moreno durant sa jeunesse en Argentine. Il intègre l'équipe du CA Platense évoluant dans les divisions inférieures argentines. Il rejoint le club du Boca Juniors pour la saison 1937 où il côtoie Francisco Varallo mais il ne peut s'imposer dans l'effectif.

### L'Uruguay le révèle

#### Sept ans de suprématie
Atilio arrive au Club Nacional de Football en 1938 et il se démarque comme étant un buteur, marquant vingt buts lors de sa première saison. Il continue sur sa lancée en finissant pour la deuxième année consécutive meilleur buteur du championnat avec vingt-deux buts offrant le titre de champion d'Uruguay au Nacional. En 1940, il conserve son titre de meilleur buteur avec dix-huit réalisations. Lors de la saison 1941, il inscrit vingt-trois buts remportant au passage un quatrième titre consécutif de meilleur buteur et un troisième titre consécutif de champion d'Uruguay avec le Nacional. La belle série se poursuit en 1942 où il marque à dix-neuf reprises et le titre reste au Nacional.
En 1943, Atilio fait trembler les filets à dix-huit reprises restant meilleur buteur du championnat pour la cinquième fois consécutif. En 1944, García inscrit vingt-et-un buts pour s'adjuger pour une sixième fois le titre de meilleur buteur mais le club échoue en finale du championnat d'Uruguay contre le CA Peñarol (0-0 ; 2-3) alors que García avait marqué deux buts coup sur coup portant la marque à 2-0 à la 28e minute lors du match retour. Il perd finalement son titre de meilleur buteur en 1945 contre les deux joueurs du Peñarol Nicolás Falero et Raúl Schiaffino qui marquent vingt buts chacun.

#### Copa América 1945
Il participe en 1945 à la Copa América sous le maillot uruguayen sélectionné par José Nasazzi. Il démarre le premier match contre l'Équateur en ouvrant le score après quelques secondes de jeu. Il inscrit deux autres buts lors de ce match réalisant un hat trick pour une victoire finale de 5-1. Il marque deux autres buts contre la Colombie mais ne marque plus aucun but lors des quatre autres match de la compétition qui voit l'Uruguay prendre une 4e place.

### Les dernières années au Nacional
Lors de la saison 1946, Atilio récupère son titre de meilleur buteur avec vingt-et-un buts ce qui sera son dernier titre de meilleur buteur. En 1947, il remporte le titre de champion d'Uruguay une nouvelle fois avec le Nacional et deux autres fois en 1948 et 1951.

### Fin de carrière
Après cette période avec le Nacional, García passe par le Racing Club de Montevideo avant de jouer pour le Club Sportivo Miramar Misiones.

## Palmarès
- Championnat d'Uruguay de football: 1939, 1940, 1941, 1942, 1943, 1946, 1947 et 1950 (8 fois).
- Meilleur buteur du Championnat d'Uruguay: 1938, 1939, 1940, 1941, 1942, 1943, 1946, 1947 et 1950 (9 fois)